# 技术民族主义
技术民族主义（英語：Techno-nationalism）是一种理解技术如何影响一个民族的社会和文化的方式。一个常见的例子是利用技术来推进民族主义议程，以促进民族归属感和更强的民族认同。亚历克斯·卡普里（Alex Capri）提到，技术民族主义的兴起引发中美之间竞相重塑制度和标准以提升意识形态价值观。 技术民族主义的理念确立了这样一种信念，即一个民族的成功取决于该民族在其人民中创新和扩散技术方面做得如何。技术民族主义者认为，民族研发工作的存在以及这些工作的有效性是一个民族整体增长、可持续性和繁荣的关键驱动力。作为一种将一个民族的技术能力和自给自足与国家安全、经济繁荣和社会稳定相联系的方法，技术民族主义日益在治理中占据主导地位，这是对新时代不同经济发展意识形态之间全球系统性竞争的回应。 

## 延伸阅读
- Techno-nationalism and its impact on geopolitics and trade （页面存档备份，存于）, Hinrich Foundation, October 2022
- Strategic US-China decoupling in the tech sector （页面存档备份，存于）, Hinrich Foundation, June 2020